# Hena Rodríguez
Hena Rodríguez Parra (Bogotá, 20 de mayo de 1915 - 17 de abril de 1997) fue una artista colombiana que se destacó por su destreza en técnicas escultóricas, cerámica,  y dibujo.
Rodríguez es conocida por el abordaje de temas femeninos como la mirada sensual del cuerpo femenino por fuera de los estereotipos de su época, declarándose abiertamente homosexual, y vistiendo pantalones, prenda reservada para los hombres en ese momento. También, se caracterizó por la prevalencia de temas feministas, populares y la representación de mujeres campesinas y afrodescendientes. 
Fue precursora del Movimiento Bachué y de la sección femenina, en la Universidad de Los Andes, siendo también egresada de la Escuela de Bellas Artes de Bogotá. 

## Biografía
Hena Rodríguez nació en 1915, en Bogotá. Desde joven, a sus trece años, se interesó por las técnicas escultóricas en madera, piedra y mármol, como estudiante en el taller de Ramón Barba  en la Escuela de Bellas Artes de Bogotá, donde comenzó sus estudios en 1930. Su trabajo se vio influenciado por Pedro Nel Gómez, Francisco Antonio Cano y Coroliano Leudo. 
Es la única mujer firmante del Manifiesto con que se inauguró el Movimiento Bachué, en el que decía "Ya es hora de que le demos un adiós a Europa y enfoquemos toda nuestra atención hacia el trópico, porque solo reencarnando el ayer, y defendiéndolo con un crudo nacionalismo, podremos salvarnos de la europeización que acabará por mediatizarnos y reducirnos a un vasallaje ignominioso”, este grupo buscaba la formación de un nacionalismo trascendental, pensando en el arte y la literatura proveniente de América, que pudiera compartir de manera universal una representación e imaginería de herencia indígena. 
Hacía 1935, viajó a Europa con el apoyo de una beca impulsada por las críticas de su trabajo hechas en prensa por parte de un grupo de intelectuales colombianos, siendo una de las primeras mujeres del país en recibir este reconocimiento. Se quedó perfeccionando su técnica a partir de la visita de talleres de artistas con trayectorias importantes dentro del campo del arte europeo y a partir de estudios dentro de la academia, ya que se matriculó en la Escuela de San Fernando de Madrid, España y luego fue becada en París por el Gobierno Nacional. Gracias a esta experiencia participó en exposiciones como: Exposición Internacional (exhibió en el Pabellón de Uruguay ya que Colombia no tenía participación dentro del evento como delegación), Salón de Otoño y una exposición individual en la Galería Billiet.

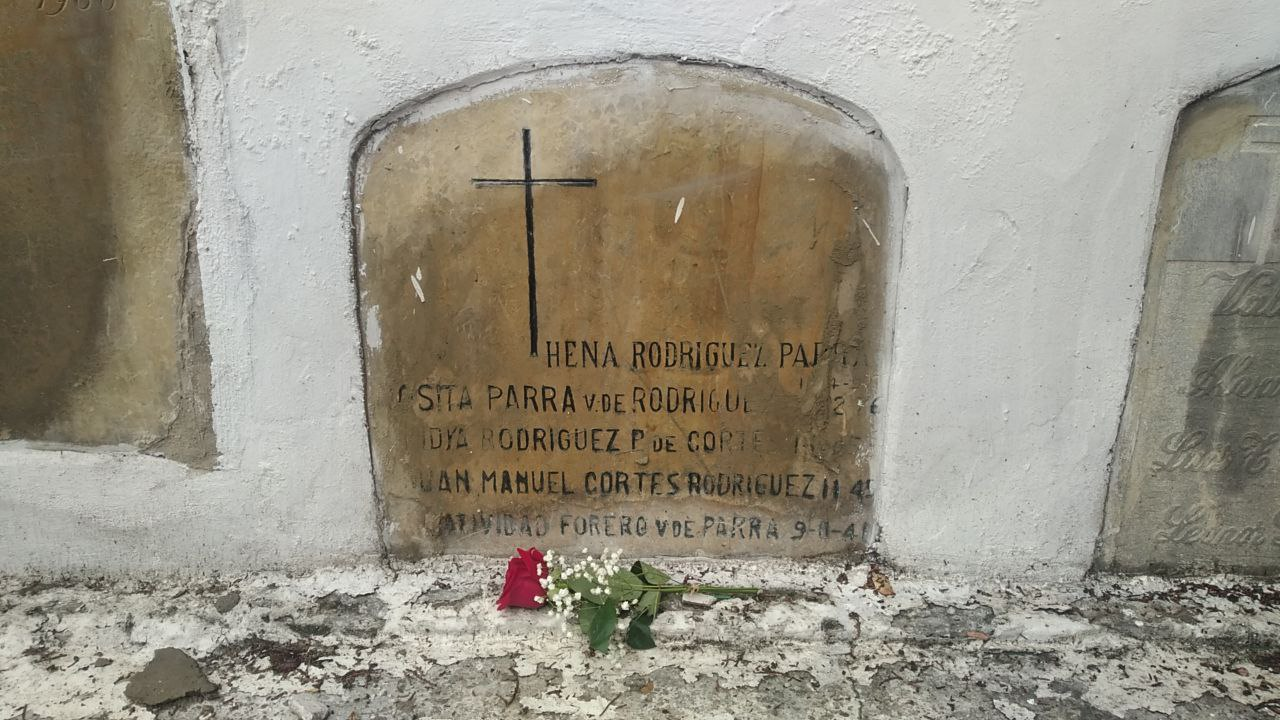
Tumba de Hena Rodríguez en el Cementerio Central de Bogotá

De regreso a Colombia, se dedicó a la docencia dado que, según ella misma, la escultura no era comercial en el país en ese momento y no contaba con los recursos para dedicarse exclusivamente a la creación. Fue docente en la Escuela de Bellas Artes de la Universidad Nacional, dio cursos libres de Arte y Decoración de la Pontificia Universidad Católica Javeriana, en el Gimnasio Femenino, el Colegio Departamental de la Merced, el Instituto de Orientación Social; la Academia de Arte del doctor Manrique Convers. Más adelante, en 1954, fue cofundadora de la denominada Universidad Femenina en el año 1954 , dirigida por la pianista Elvira Restrepo de Durana, en la cual Hena Rodríguez dirigía la sección artística.
Tuvo una casa de campo en Sopó, la casa quinta Altamira.

## Premios y reconocimientos
La artista obtuvo:
- La medalla de bronce en el I Salón Nacional de Artistas Colombianos en 1938 con la obra “Campesino Segoviano”.[11]
- Una mención de honor por su obra “Copla Popular” en la Exposición Macys Latin American Fair de Nueva York.[11]

## Obras que la mencionan

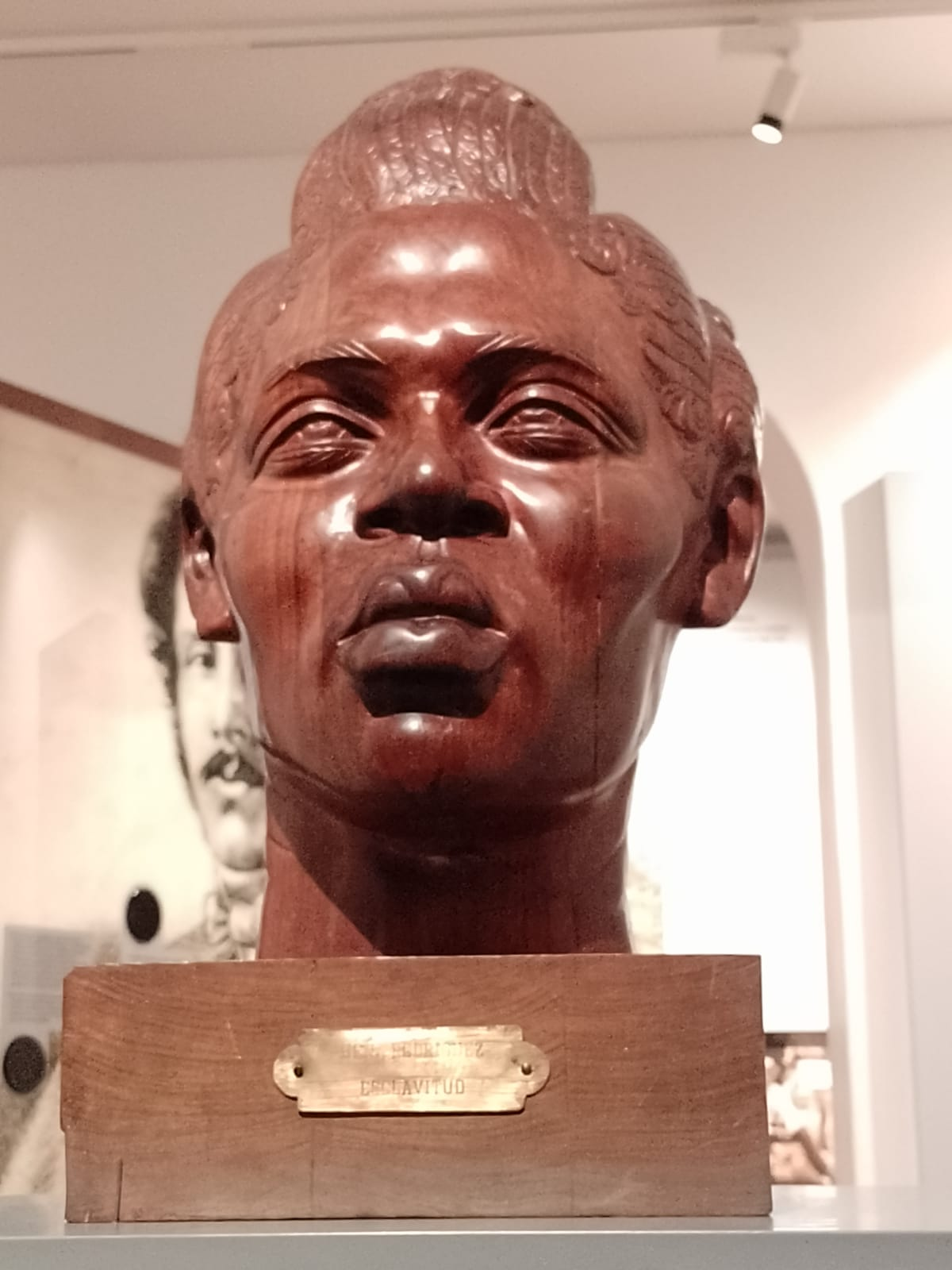
"La belleza negra", escultura de Hena Rodríguez Parra de 1944, expuesta en el Museo Nacional de Colombia.

- La novela Tú, que deliras (2013) del periodista Andrés Arias, imagina caprichosamente la vida de la ceramista Carolina Cárdenas.[12][13][14]La novela de ficción hace referencia a una posible relación sentimental  lésbica que Rodríguez podría haber tenido con la también dibujante y ceramista, Carolina Cárdenas.[15][16]
- El Colegio Hena Rodríguez Parra, en la localidad de Bosa,[17] construido en 2020,[18] debe su nombre a la artista colombiana.